# 德國—匈牙利關係
德国和匈牙利都是北大西洋公约组织成员国，同属于欧洲联盟、经济合作与发展组织、歐洲安全與合作組織、欧洲委员会以及世界贸易组织。德国在布达佩斯设有使馆。匈牙利在柏林设有使馆，在杜塞尔多夫和慕尼黑设有两座领事馆，还在九座城市设有九个名誉领事馆（不来梅哈芬、埃尔福特、汉堡、纽伦堡、什未林、德累斯顿、埃森、美因河畔法兰克福、斯图加特）。德意志联邦共和国与匈牙利共和国于1992年2月6日达成了“欧洲友好合作伙伴”协定，该协定是今日两国双边关系的主要奠基石之一。

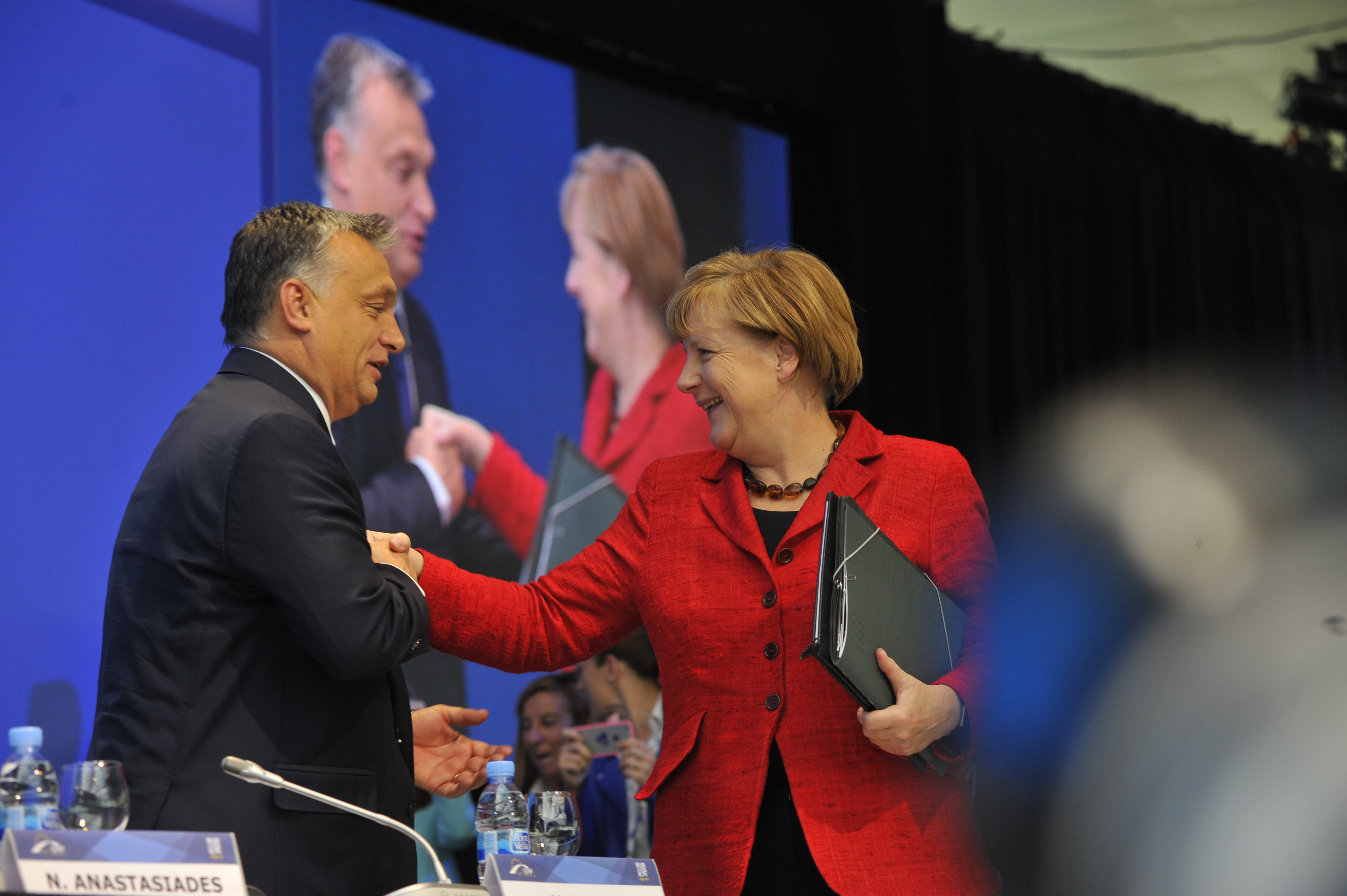
安格拉·默克爾和奧班·維克多

匈牙利于1989年9月对来自東德的难民开放了本国与奥地利之间的国境线，为兩德統一、东欧剧变做出了特殊贡献，此举对将来的匈德双边关系具有里程碑意义。1989年9月10日夜，匈牙利電視台播报称匈牙利政府已决定在11日午夜时分开放边境。三周前，匈牙利城市肖普朗附近的奥匈边境地区发生泛欧野餐和平示威；约660名东德公民抓住机会穿越了铁幕。1989年8月25日，匈牙利总理内梅特·米克洛什以及外交部长霍恩·久洛秘密拜访了聯邦德国总理赫尔穆特·科尔与德國外交部部长汉斯-迪特里希·根舍。

## 历史

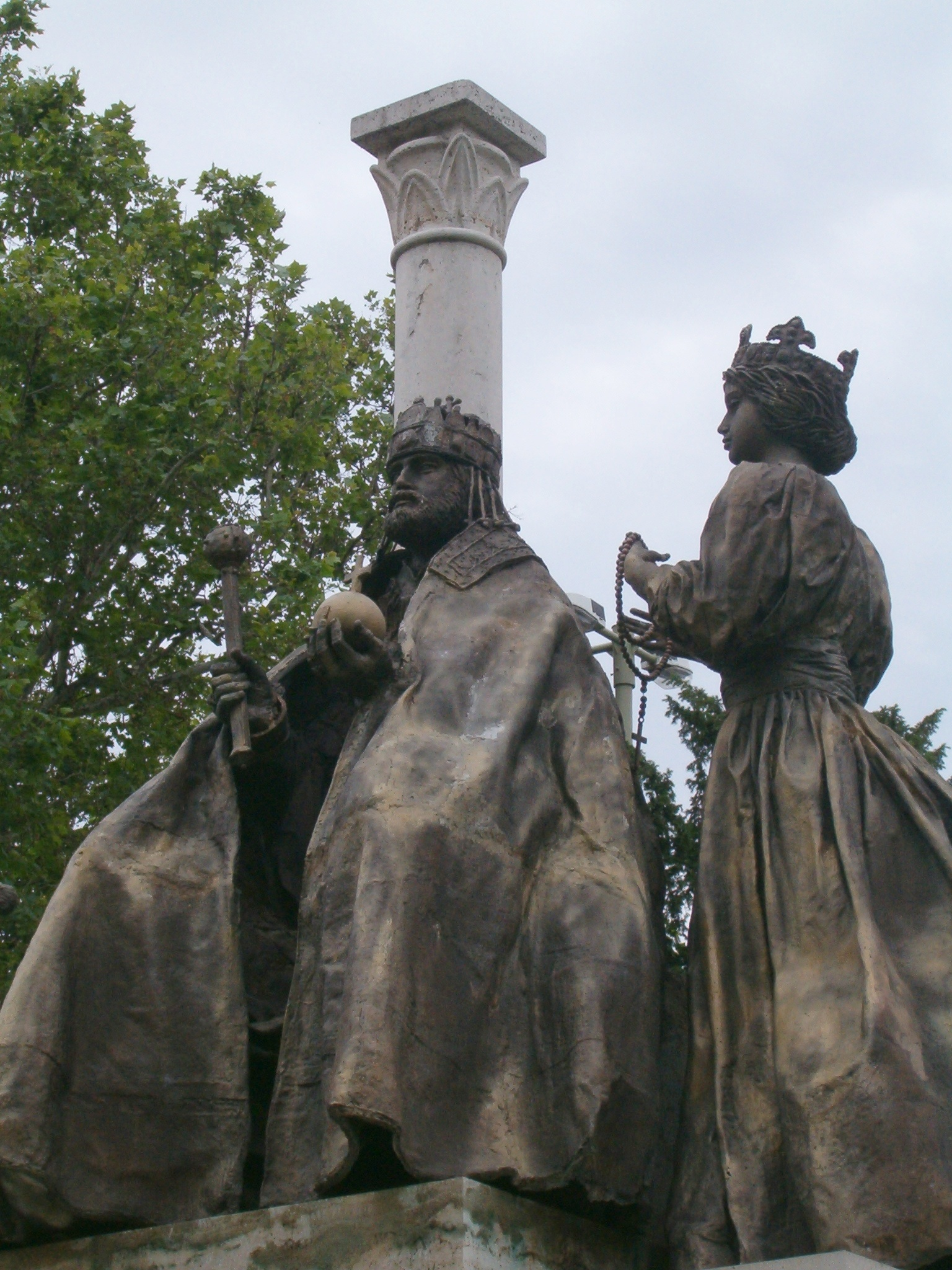
伊什特万一世和巴伐利亚的吉赛尔（匈牙利塞格德）

巴伐利亚公爵阿努尔夫一世直到在899年逝世之前都一直与匈牙利人保持着联盟关系。不過匈牙利人征服喀尔巴阡盆地后，即没有停在摩拉瓦河，也没有在潘诺尼亚的西部边境止步，而是长驱直入，深入巴伐利亚领土，最远抵达了恩斯河。907年7月4日的普雷斯堡战役中，有一支巴伐利亚军队被匈牙利人所击败。奥托一世在第二次莱希菲尔德之战中与匈牙利人对垒，最终赢得了决定性胜利。此战失利后，马扎尔人的西侵行动已基本终结。
匈牙利盖萨大公害怕匈牙利遭到灭顶之灾，便向奥托二世保证，匈牙利人将不再继续进攻，并要求他派遣传教士。奥托二世同意了，975年，盖萨与一些男性亲属受洗进入罗马天主教会。盖萨利用日耳曼骑士以及自己作为最大的匈牙利部落的族长地位恢复了对其他部落的支配权力。神圣罗马帝国皇帝亨利二世的妹妹巴伐利亚的吉赛尔于996年与盖萨大公之子伊什特万一世成婚，匈牙利与西方的关系得到进一步加强。一战爆发前夕，一位慕尼黑考古学家在尼登堡（Niedernburg）女修道院发现了巴伐利亚的吉赛尔的坟墓——从此，这里成为了匈牙利信徒们的朝圣地。
11和12世纪，萨克森人攻占并殖民特兰西瓦尼亚，当地人口除了塞凯伊人之外都臣服于萨克森人。1241-1242年，蒙古第一次入侵匈牙利，将他们的村镇付之一炬，並屠杀了半数匈牙利人口。匈牙利国王贝拉四世引进了一大批移民，才得以恢复国家人口，他将王家城堡改建为城镇，让日耳曼、意大利以及犹太移民入住。匈牙利的国王们一直都热衷于让日耳曼人在自己的无人领土上定居。
神圣罗马帝国皇帝西吉斯蒙德在1387至1437年间兼任匈牙利国王。尽管匈牙利经济持续繁荣发展，但西吉斯蒙德却入不敷出。西吉斯蒙德统治末期，社会因税收繁重而变得动荡不安。匈牙利历史上的首次农民起义很快就被平息，但特兰西瓦尼亚的匈牙利和德意志贵族则受到了启发，组建了三民族联盟，以图保护自身特权不受除国王之外的任何势力侵犯。

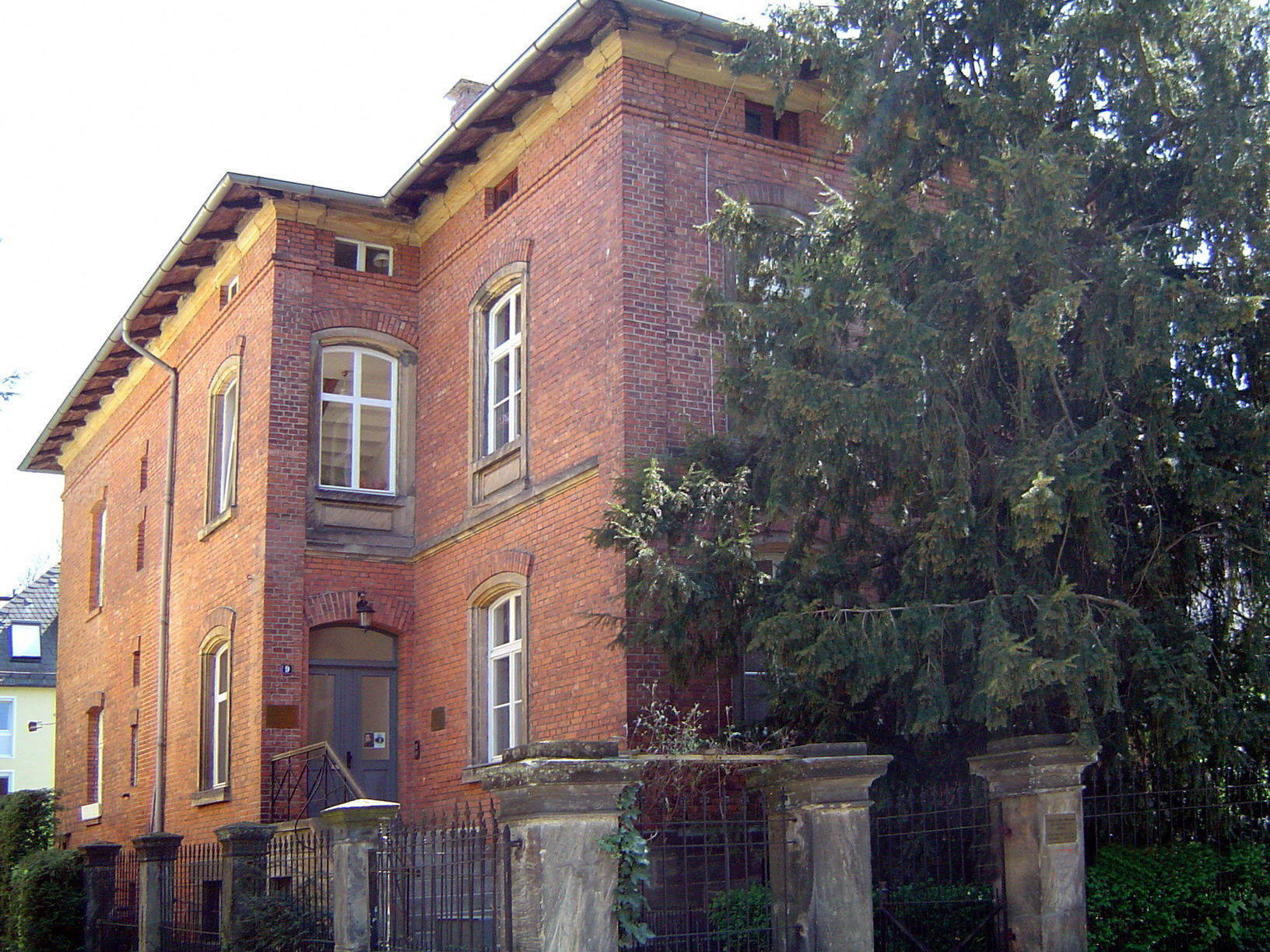
拜罗伊特李斯特·费伦茨博物馆

18世纪，匈牙利在神圣罗马帝国皇帝查理六世以及玛丽亚·特蕾西娅的统治下经历了经济衰退。长达几个世纪的奥斯曼帝国侵占、叛乱以及战争令匈牙利人口大减，国家南部的大片领土几乎已全遭废弃。劳动力短缺问题出现后，哈布斯堡王朝开始号召其他德意志农民移民匈牙利。
19世纪，普魯士王國击败了奥匈帝国，这是德意志帝國于1871年完成统一的一大重要前奏。
第一次世界大战期间，德匈两国同属同盟國阵营。1938年德奧合併后，德匈两国领土接壤。起初德匈两国在第二次世界大战中是盟友，但後來匈牙利反对并拒不参与波蘭戰役，1944年，德国發動瑪格麗特行動，占领匈牙利。
匈牙利于1989年做出的开放匈奥边境以帮助東德难民逃往西德的决定是帮助德国筹备兩德統一的一大关键因素。除此之外，据2022年德国外交部解密档案文件表示，德国曾在1990年代反对匈牙利及其他中欧国家加入北大西洋公约组织。奉行亲俄政策的德国政府在机密讨论中提到将试图说服其他成员国也拒绝这些国家加入北约。不過最终匈牙利還是于1999年加入北约。

## 经济关系
德国是匈牙利最重要的外国贸易伙伴，既是匈牙利的买家，也是匈牙利的供应商。德国是對匈牙利有贸易顺差的国家之一。
1990-1995年间，德国共援助匈牙利五十亿德國馬克，贷款与援助反映出匈牙利在中欧地区享受到了特殊优待。
德国也在向匈牙利投资方面处于领先地位：在2005年末，德国公司占据了外国对匈直接投资总额的28%。光是在2005年一年，德国就在匈牙利投资或再投资了12亿欧元。在匈牙利，有超过7000家公司是完全或部分由德国资本扶植起来的。一大重要商业联系是位于布达佩斯的德国-匈牙利工商会（German-Hungarian Chamber of Commerce and Industry），该商会代表了两国逾900成员公司的利益。工商会进行的经济调查结果显示，德国投资者在外国对匈投资中占据了压倒性的多数（75%），他们十分乐于参与匈牙利的商业活動，至今还想在那里继续投资。

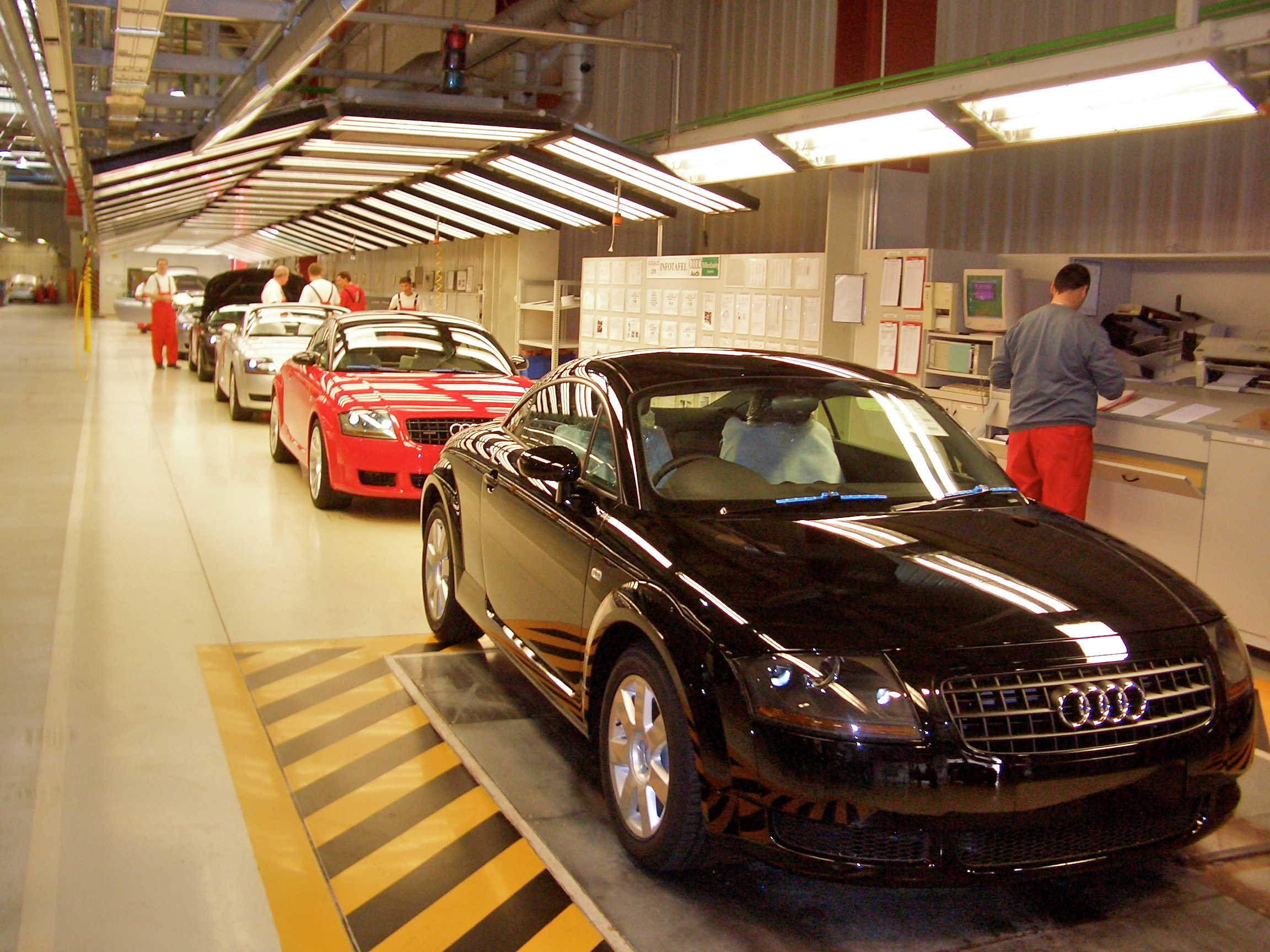
杰尔奥迪工厂（2005年）

奥迪在杰尔建造的发动机制造厂是欧洲最大（也是全球第三大）的发动机制造厂，奥迪也是匈牙利的最大出口商，截至2007年，奥迪对匈牙利的总投资额已超过33亿欧元。奥迪的匈牙利工人负责在匈牙利组装奥迪TT、奥迪TT Roadster以及奥迪A3 Cabriolet。该发动机制造厂还会为大众集团、斯科达、西亚特以及兰博基尼等汽车制造商制造发动机。
戴姆勒-奔驰在匈牙利凯奇凯梅特投资八亿欧元建立了一座组装厂，创造了2500个工作岗位，产能为一年10万辆梅賽德斯－賓士小型汽车。
欧宝在匈牙利聖戈特哈德设立的工厂在1992年3月到1998年间生产了8万辆Opel Astra和4000辆Opel Vectra。目前该工厂每年能生产大约50万台发动机和气缸盖。

### 汽车研究
奥迪、罗伯特·博世公司、克诺尔集团以及蒂森克虏伯等德国汽车生产商都在匈牙利设有研究与开发（R&D）中心。

## 文化关系

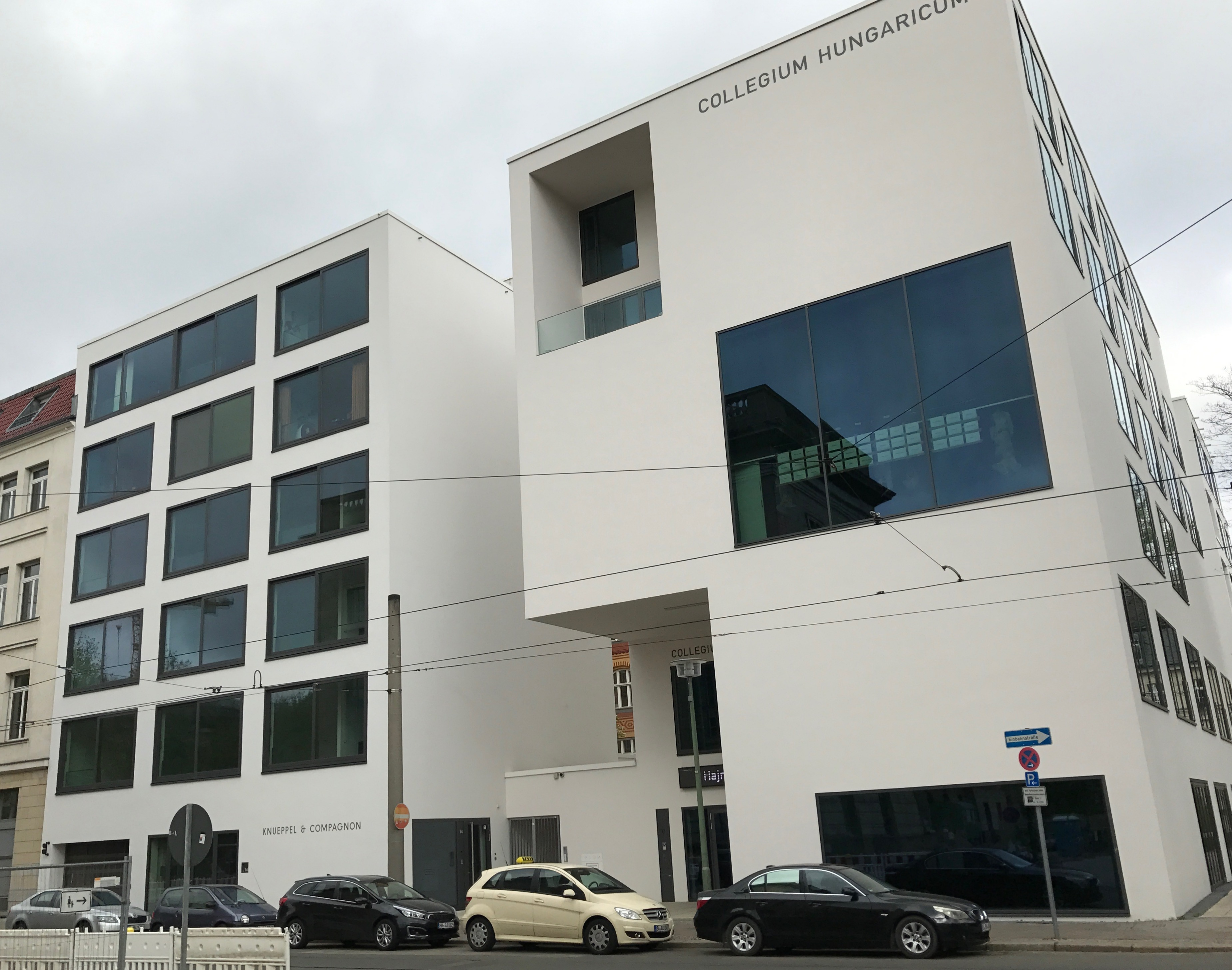
柏林匈牙利学院

德匈两国在文化和教育方面的合作也十分密切。兩國目标是推广德语、促進学术及学校交流。
德语对匈牙利的教育和经济有重要作用。布达佩斯的歌德學院（于2008年迎来了创办20周年纪念）开办了許多课程，而且与匈牙利的学校开展紧密合作。也有很多专门针对德意志裔匈牙利人的德语问题而开办的项目。在布达佩斯，成立于1992年的托马斯·曼文法学校是一所国际学校，也招收匈牙利学生。位于匈牙利包姚的在匈德意志人教育中心（Ungarndeutsches Bildungszentrum）能承办德国高中毕业考试以及匈牙利大学入学考试。
在德国，匈牙利文学作品十分受欢迎，埃施特哈齐·彼得、纳道什·彼得、马洛伊·山多尔、安塔爾·謝爾布以及凯尔泰斯·伊姆雷等人的作品均在德国取得了极大成功。
柏林的匈牙利学院（拉丁文：Collegium Hungaricum）创办于1924年。该院于1945年后停办，后于1973年重开，从2000年开始，该院将院名改回原名。斯图加特也有一座匈牙利文化中心，是巴拉西研究所的一个分支。在魏玛和拜罗伊特建有纪念匈牙利作曲家、钢琴家李斯特·费伦茨的博物馆，他死后就葬在拜罗伊特的一座小教堂。

## 教育

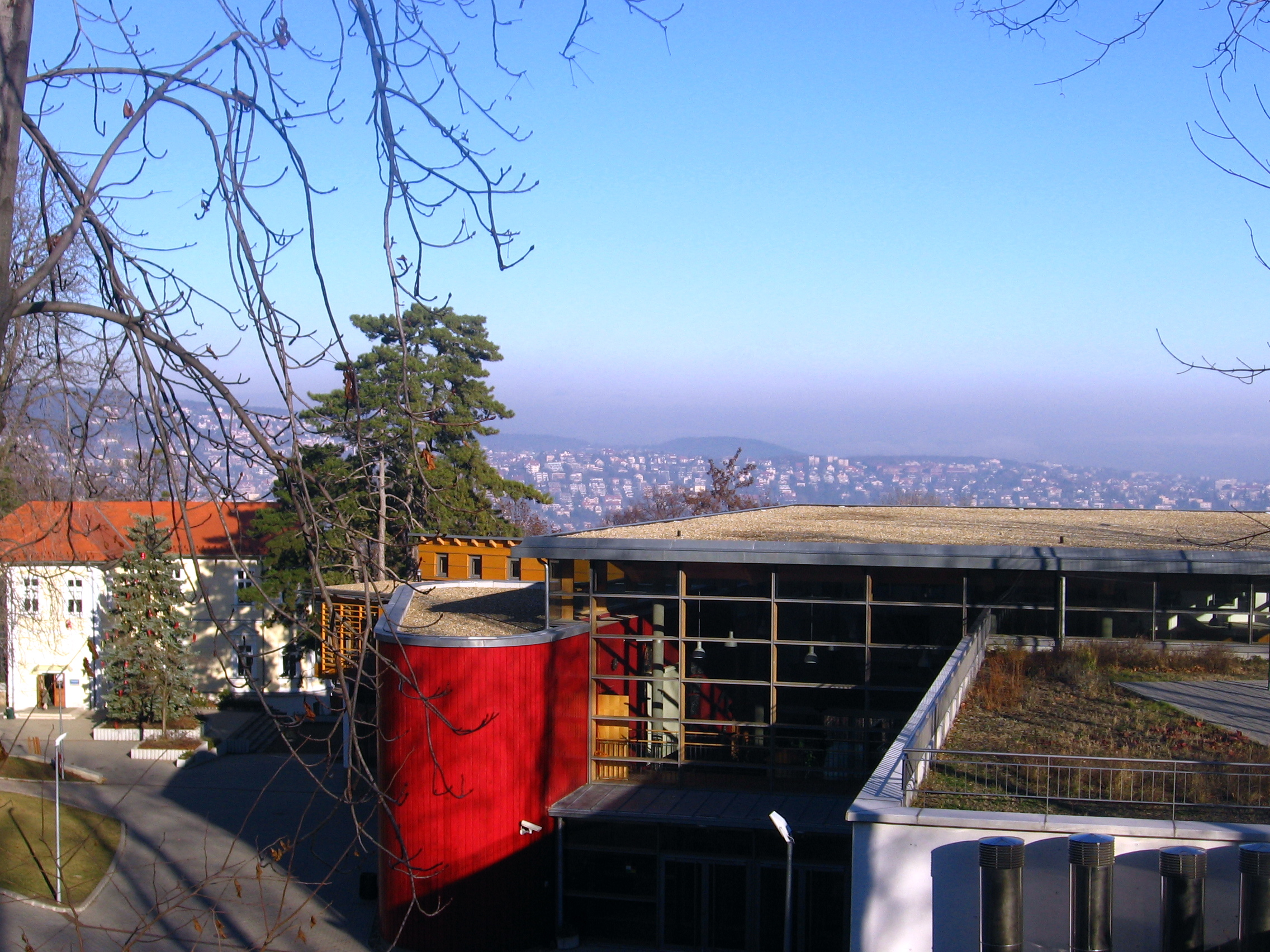
布达佩斯的托马斯·曼体育馆

布达佩斯有一所德国国际学校，名为托马斯·曼文理中学。

### 学术研究级别的教育
每年都有上千名匈牙利人来德学习、调研。德國學術交流總署和罗伯特·博世基金会还会给这些人颁发奖学金。
布达佩斯安德拉什·久拉德语大学在匈牙利的德国文化与教育政策中扮演重要角色。

## 常设外交机构
- 德国在布达佩斯设有大使馆。
- 匈牙利在柏林设有大使馆，在杜塞尔多夫和慕尼黑设有总领事馆。